# Tornike Kakhoidze

a Compétitions nationales et continentales officielles uniquement.

b Matchs officiels uniquement.
Dernière mise à jour le 2 août 2025.
Tonrike Kakhoidze (en géorgien : თორნიკე კახოიძე), né le 16 août 2003 en Géorgie, est un joueur international géorgien de rugby à XV évoluant au poste de centre avec la franchise géorgienne de Black Lion.

## Biographie

### Jeunesse et formation
Tornike Kakhoidze naît en Géorgie le 16 août 2003. Son père, son oncle ainsi que son frère ainé ont tous pratiqué le rugby à XV. Il est lui aussi formé à ce sport au sein des Lelo Saracens basé à Tbilissi dès ses six ans. Par la suite, il évolue avec elle en senior dans le Didi 10 (championnat national géorgien).
Au mois de juin 2021, il est sélectionné avec l'équipe de Géorgie des moins de 20 ans, à seulement dix-sept ans, pour participer aux U20 International Series 2021 en Afrique du Sud, compétition mise en place en raison de la non organisation du Championnat du monde junior à cause de la pandémie de Covid-19. Durant la compétition où son équipe termine à la troisième place sur quatre, il dispute une rencontre contre l'Argentine, puis deux matchs contre l'Uruguay où il inscrit notamment un essai lors de la seconde rencontre où son équipe remporte sa première victoire,.
En octobre 2021, il est retenu avec la sélection géorgienne des moins de 18 ans, étant éligible pour celle-ci également, pour participer au Championnat d'Europe des moins de 18 ans 2021. Il dispute les quarts et la demi finale, inscrivant une transformation au cours de cette dernière. Puis, il remporte la compétition, en étant titulaire en finale, avec sa sélection en s'imposant 27 à 0 contre les jeunes Portugais.

### Débuts internationaux précoces et joueur des Black Lion (2022-2023)
En février 2022, Tornike Kakhoidze est retenu pour la première fois avec l'équipe de Géorgie dans le cadre du Championnat d'Europe. Lors de la deuxième journée, âgé de seulement dix-huit ans, il est aligné pour la première fois contre les Pays-Bas en tant que remplaçant et il dispute ses premières minutes internationales en remplaçant le capitaine Merab Sharikadze en seconde période. 
Lors de l'été 2022, il est sélectionné avec l'équipe de Géorgie des moins de 20 ans pour disputer les Six Nations Summer Series, compétition où il dispute quatre rencontres, toutes en tant que titulaire.
Pour l'édition 2022 de la Rugby Europe Super Cup, il est intégré à la franchise des Black Lion. Avec celle-ci, il dispute deux rencontres et inscrit un essai. Son équipe remporte la compétition par la suite mais il ne dispute pas la finale. Une blessure lui fait manquer une partie de la compétition ainsi que les tests internationaux de novembre.
En février 2023, il est retenu avec la Géorgie pour disputer le Championnat d'Europe. Il est aligné en tant que titulaire pour la première fois au niveau international senior lors de la première journée contre l'Allemagne alors qu'il a seulement dix-neuf ans. Pour la finale de la compétition, il est retenu sur la feuille de match en tant que remplaçant, il entre en jeu en fin de rencontre lors du triomphe de son équipe 38 à 11 contre le Portugal,.
Fin mars 2023, il est retenu avec les Black Lion pour participer à une tournée en Amérique du Sud durant les deux mois suivants. Il est retenu sur les cinq feuilles de matchs que son équipe dispute,,,,.
En juin 2023, il est de nouveau retenu avec l'équipe de Géorgie des moins de 20 ans dans le cadre du Championnat du monde junior 2023. Lors de la deuxième journée de la compétition, Kakhoidze et sa sélection remportent notamment une victoire majeure contre l'Argentine en s'imposant 20 à 0,. La journée suivante, ils battent également l'Italie 30 à 17. À la fin de la compétition, les jeunes Géorgiens terminent celle-ci à la huitième place, leur meilleur classement jusque-là. Il participe à cinq rencontres de la compétition en étant titulaire à son poste de deuxième centre et inscrit un essai. Il est cité comme l'une des révélations de la compétition,. 

### Participation à la Coupe du monde et triplé avec les Black Lion (2023-)
Le même mois, Tornike Kakhoidze est également présélectionné avec les Lelos, bien qu'il dispute l'intégralité du Championnat du monde junior, dans un groupe de trente-neuf joueurs pour préparer la Coupe du monde 2023. Le 28 août, il fait partie du groupe final des 33 joueurs sélectionnés pour participer à la compétition en France. Il est retenu sur sa première feuille de match en Coupe du monde à l'occasion de la troisième journée, il fait son entrée en jeu en fin de rencontre face aux Fidji. C'est son seul match de la compétition, son équipe étant éliminée dès la phase de poules.
Le 9 décembre 2023, il prend part au premier match de l'histoire des Black Lion en Challenge Cup face à Gloucester Rugby en tant que remplaçant. La semaine suivante, titularisé pour cette rencontre, il participe à la première victoire de son équipe dans la compétition contre les Scarlets à l'extérieur en s'imposant 23 à 7,. Le 22 décembre, il est présent sur la feuille de match lors du succès 27 à 17 de son équipe en finale de la Rugby Europe Super Cup 2023 contre le Tel Aviv Heat mais n'entre pas en jeu,.
Fin janvier 2024, il est sélectionné pour le Championnat d'Europe. Il dispute seulement la première journée contre l'Allemagne tandis que son équipe remporte la compétition par la suite,. Durant l'été 2024, il est sélectionné pour la tournée estivale. Pendant la tournée, il est notamment titulaire contre l'Australie dans une rencontre où la Géorgie fait forte impression malgré la défaite 40 à 29,.
À l'automne suivant, il participe une nouvelle fois au succès des Black Lion en Rugby Europe Super Cup puis enchaîne avec les test matchs de fin d'année,,, où il connaît trois titularisations, et participe à la Challenge Cup de nouveau avec les Black Lion.
En février 2025, retenu pour le Championnat d'Europe, il inscrit son premier essai en sélection à l'occasion de la victoire record de la Géorgie 110 à 0 contre la Suisse. Qualifiés jusqu'en finale, les Géorgiens s'imposent une nouvelle fois, battant l'Espagne par 46 à 28, Kakhoidze remportant son quatrième titre dans la compétition. Au fil de la compétition, il connaît cinq titularisations et marque trois essais. Pendant l'été 2025, il est encore retenu en sélection nationale et est remplaçant à deux reprises contre l'Irlande puis l'Afrique du Sud.

## Statistiques

### En équipe nationale

#### En équipe de Géorgie des moins de 20 ans

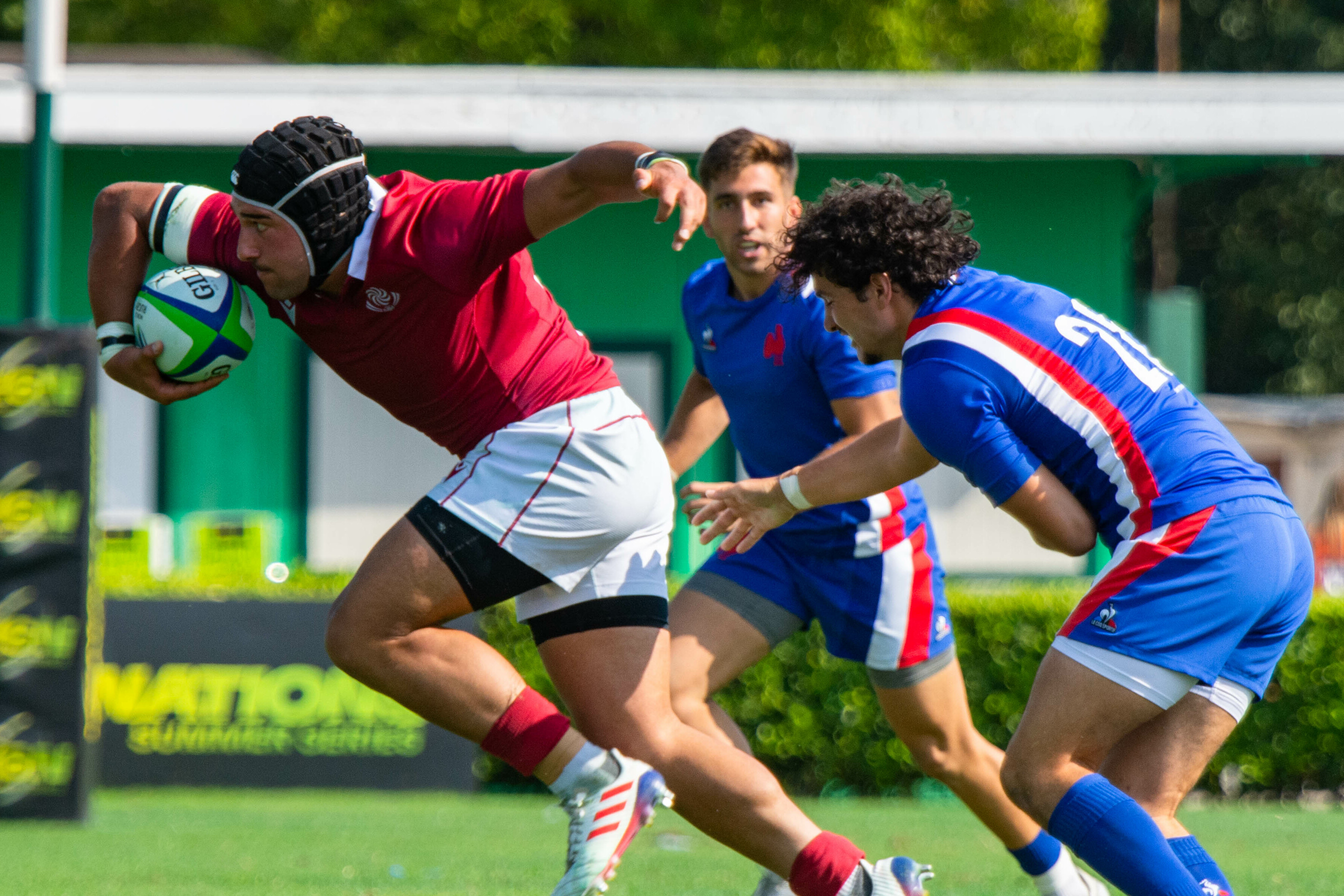
Tornike Kakhoidze ballon en main contre l'équipe de France des moins de 20 ans durant les Six Nations Summer Series en juillet 2022.

Tornike Kakhoidze dispute douze matchs avec l'équipe de Géorgie des moins de 20 ans en trois saisons, prenant part à une édition U20 International Series en 2021 (3 rencontres,,), une édition des Six Nations Summer Series en 2022 et à une édition du Championnat du monde junior en 2023. Il inscrit dix points, deux essais. 

#### En équipe de Géorgie
Au 2 août 2025, Tornike Kakhoidze compte 16 capes en équipe de Géorgie, dont 10 en tant que titulaire, depuis le 12 février 2022 contre les Pays-Bas. Il inscrit trois essais, quinze points.
Il participe à une édition de la Coupe du monde en 2023. Il dispute une rencontre en tant que remplaçant.

## Palmarès

### En franchise
- Vainqueur de la Rugby Europe Super Cup en 2022, 2023 et 2024 avec Black Lion.

### En équipe nationale
- Vainqueur du Championnat d'Europe des moins de 18 ans en 2021 avec l'équipe de Géorgie des moins de 18 ans.
- Vainqueur du Championnat d'Europe en 2022, 2023, 2024 et 2025 avec la Géorgie.